# Kessel (Unternehmen)
Die Kessel Holding GmbH ist die Konzernobergesellschaft der Kessel SE + Co. KG, einem deutschen Hersteller von Produkten der Entwässerungstechnik mit Hauptsitz im bayerischen Lenting.

## Geschichte
Das Unternehmen wurde 1963 von Bernhard Kessel in Großmehring als Werkzeugbaubetrieb mit drei Mitarbeitern gegründet. Ab 1969 produzierte Kessel im Fremdauftrag erstmals Produkte aus dem Bereich der Entwässerungstechnik. Unter dem Namen Staufix wurde 1971 ein Rückstauverschluss auf den Markt gebracht, der den Erfolg dieses Produktsegments begründete. Bereits 1979 zählte das Unternehmen 120 Mitarbeiter und verlagerte seine Produktion nach Lenting in ein Werk, das ursprünglich für den Thyssen-Konzern errichtet wurde. In den 1980er Jahren wurden Hebeanlagen und Tauchpumpen sowie Fett- und Stärkeabscheider in den Markt eingeführt. Im Geschäftsjahr 2020 wurden ca. 72 % der Umsätze innerhalb Deutschlands erwirtschaftet.